# Reggio Emilia
Reggio Emilia (en latín: Regium Lepidi), oficialmente Reggio nell'Emilia, es una ciudad situada a lo largo de la vía Emilia, capital de la provincia homónima, en la región de la Emilia-Romaña. Tiene una población estimada de 172 518 habitantes (ISTAT 2025). Destaca por ser la ciudad donde surgió la bandera de Italia (llamada Tricolore), hecho por el que la Sala de plenos del ayuntamiento de la localidad recibe el nombre de Sala Tricolore. En la época romana era llamada Regium Lepidi en honor de Marco Emilio Lépido, fundador de la ciudad y de la vía que da nombre a la región. Antes de la unificación de Italia la ciudad era conocida simplemente como Reggio.

## Historia
Con la llegada de los romanos, al inicio del siglo II d. C., Reggio Emilia (Regium Lepidi) se convierte en un centro urbano insertado en sistema viario fundado alrededor de la via Emilia, mientras que la llanura alrededor de la misma es colonizada. La vida económica que se inicia se mantiene intensamente durante todo el período imperial hasta la invasión bárbara.
A partir del siglo VIII la continuidad de los poderes civiles y la permanencia de la estructura urbana son garantes del Obispado. En el siglo IX, en el territorio reggiano, nace el condado de Matilde de Canossa, famosa por haber facilitado, en 1077, la absolución del papa Gregorio VII a Enrique IV. Será en el siglo XI en dicho condado donde se crea un imponente sistema de castillos.
En 1452 Borso de Este obtuvo del emperador el título de duque de Módena y Reggio. La ciudad fue ocupada por el papa Julio II en 1512, permaneciendo en poder de los Estados Pontificios hasta 1523, cuando la villa es recuperada por Alfonso I de Este.
Los siglos XVII y XVIII se caracterizaron por las numerosas guerras y saqueos aunque, en las épocas de paz, el pueblo regiano expresó su laboriosidad edificando importantes palacios y edificios religiosos.
El 7 de enero de 1797, Reggio vio nacer la República Cispadana y el 'Tricolore', la bandera que más tarde fue usada como bandera oficial italiana. Durante los veinte años del fascismo se distinguió el espíritu de resistencia de los regianos que acabó con la lucha por la liberación, por la que se concedió a la ciudad la medalla de oro al valor militar.
Existe una corriente pedagógica llamada Reggio Emilia que se originó en esta ciudad después de la Segunda Guerra Mundial. Está centrada en el alumno y utiliza al medio ambiente como tercer profesor.[cita requerida]

## Demografía
| Gráfica de evolución demográfica de Reggio Emilia entre 1861 y 2011 |
|                                                                     |
| Fuente ISTAT - elaboración gráfica de Wikipedia                     |

## Economía
La economía de la provincia de Reggio Emilia estuvo durante mucho tiempo basada en la agricultura. Uno de los productos típicos, en todo el mundo conocido e imitado, es el queso parmesano. Otra de ellas es el vino Lambrusco.

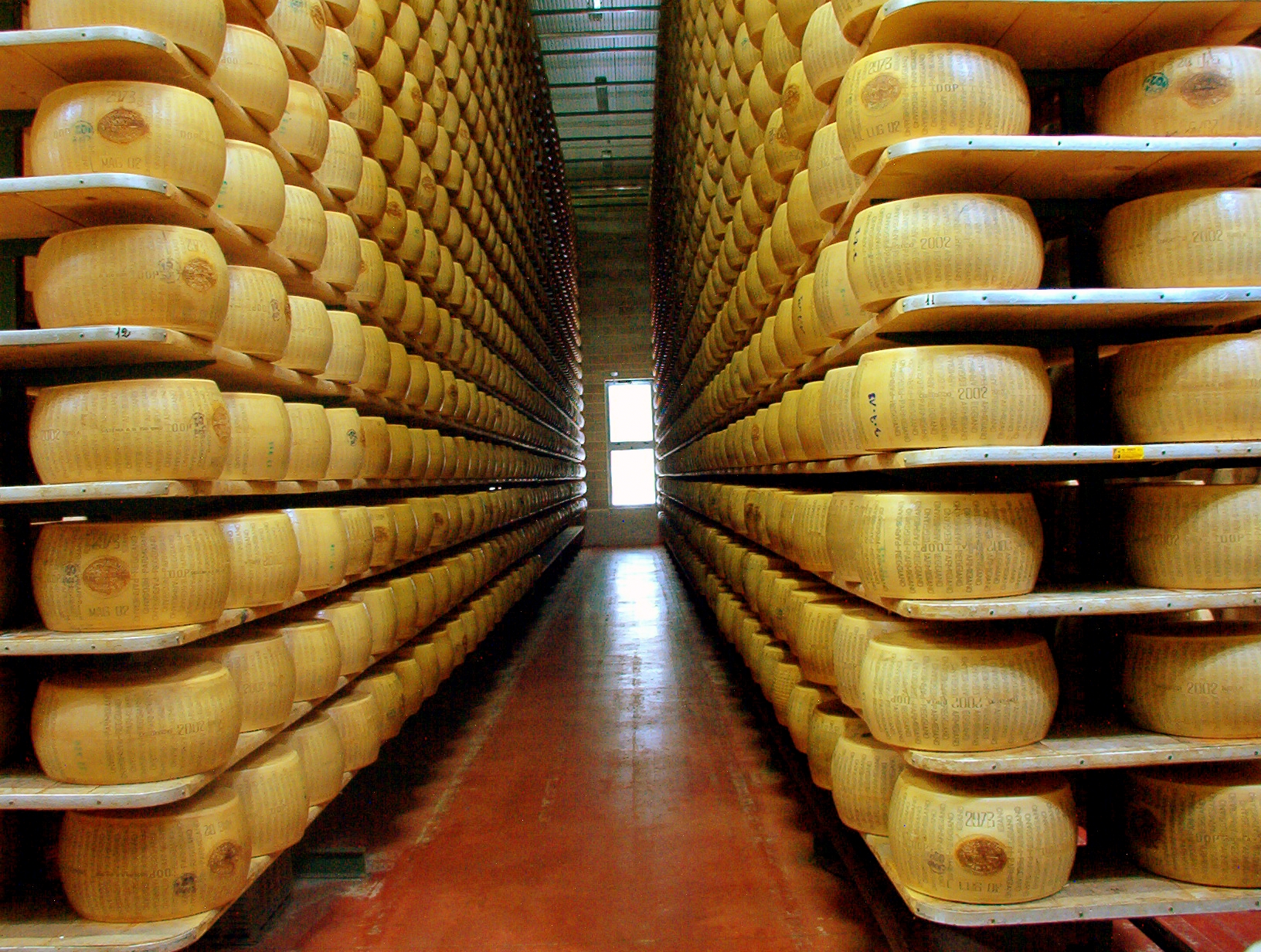
Fábrica moderna de producción de parmesano

En el siglo XX Reggio Emilia y su territorio vieron un rápido desarrollo de las pequeñas industrias, en particular en el sector de la mecánica para la agricultura. Algunas de esas industrias se convirtieron en grandes empresas, con un mercado internacional (Lombardini S.r.l., Landini).
Reggio Emilia también se ha convertido en la sede de algunos grupos textiles de diversa importancia, desde la segunda mitad del siglo XX, la compañía Max Mara tiene su sede en la ciudad. Otra rama bien establecida es la industria cerámica (principalmente en el distrito de Scandiano y Casalgrande).
Las novedades en la mecánica y tecnología de la información han supuesto el origen de algunas nuevas empresas que operan en mecatrónica. Desde hace más de cien años, una fuerte tradición apoya cooperativas de construcción y la banca, así como cooperativas de consumidores. El crecimiento industrial ha atraído a la inmigración procedente del Norte y África Central, Europa del Este y el Lejano Oriente (China, Pakistán, India). Este fenómeno ha provocado que la tasa de inmigración en la provincia sea de aproximadamente 10%.

## Monumentos

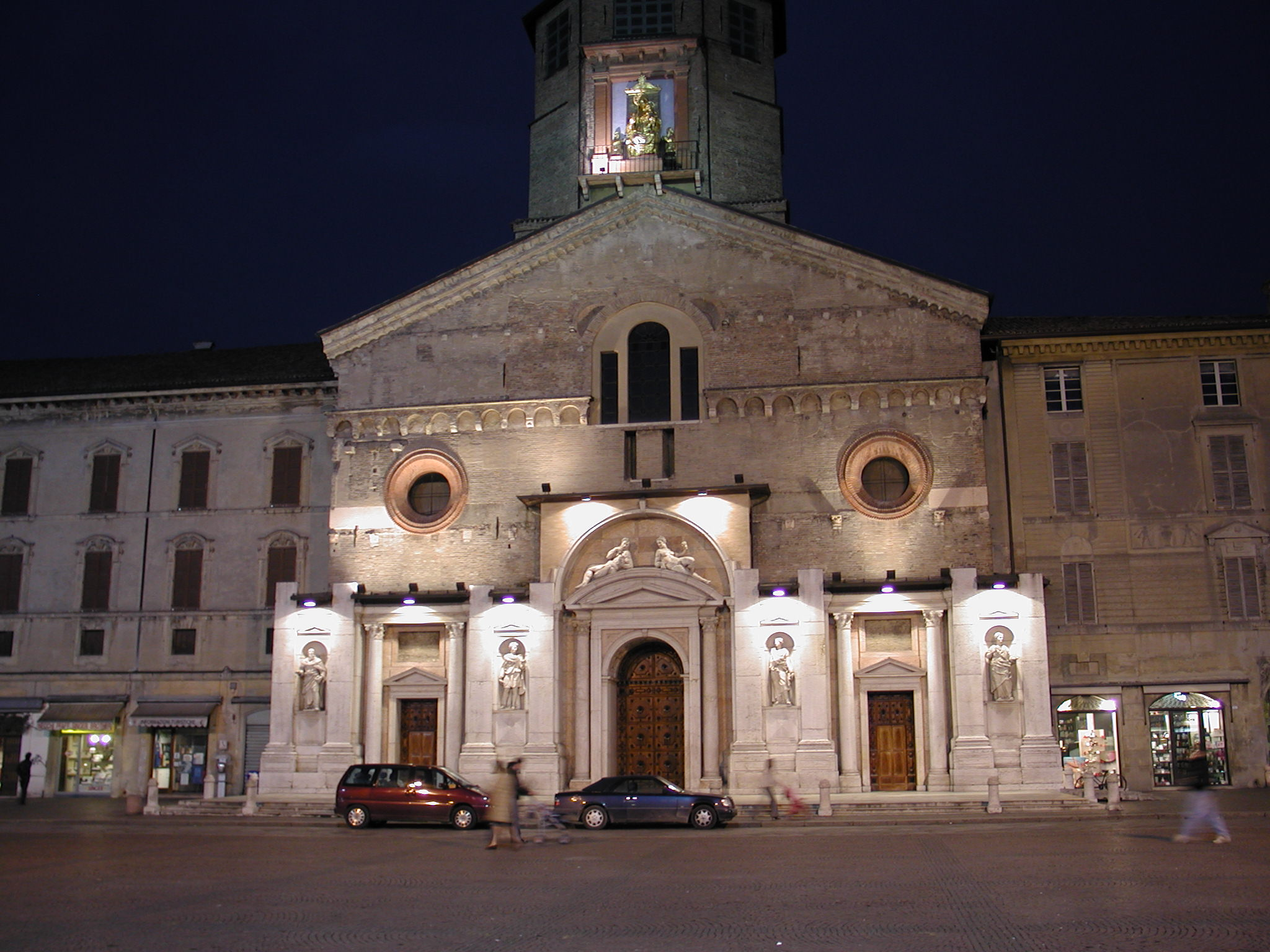
Piazza del Duomo

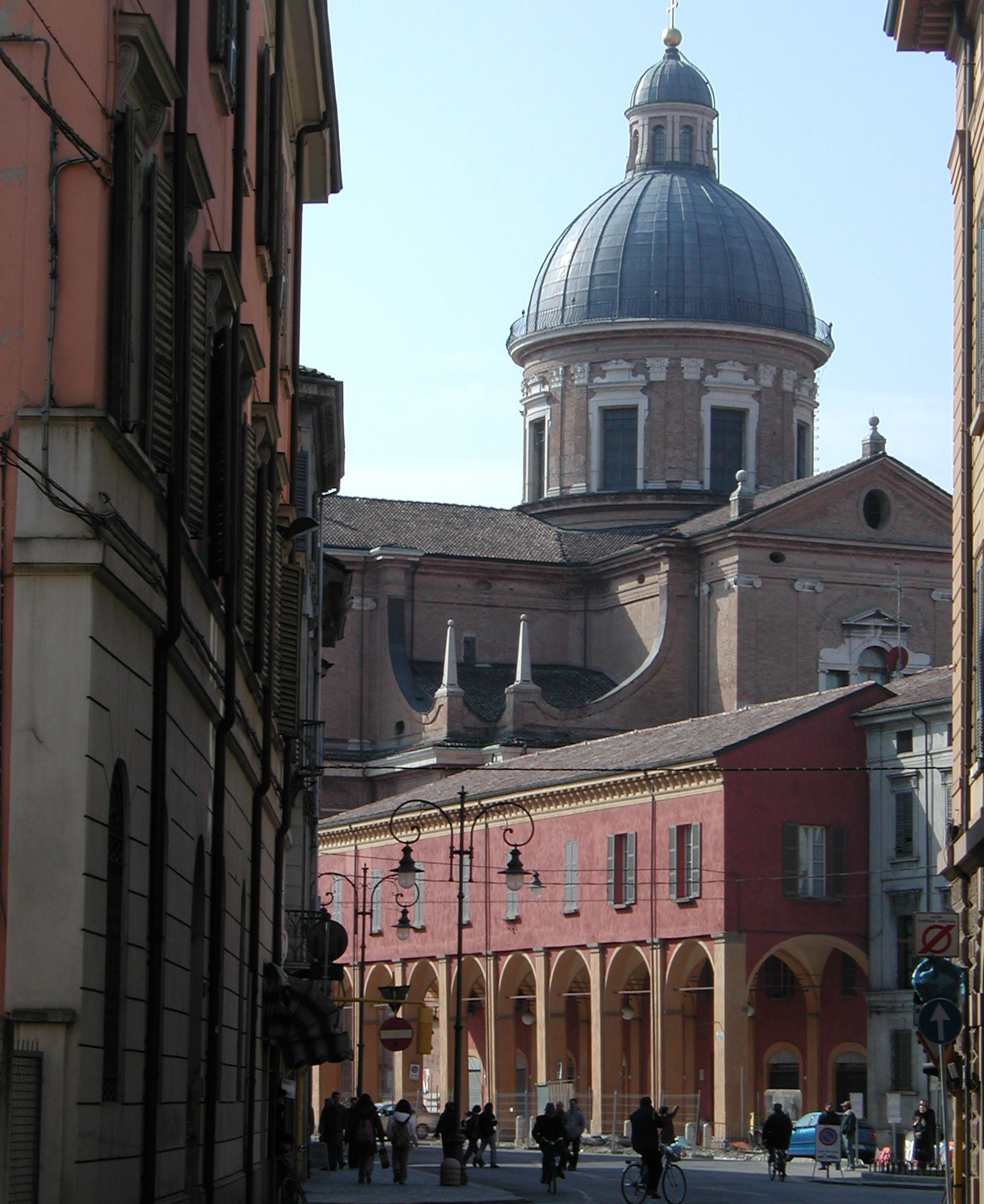
Basílica della Ghiara

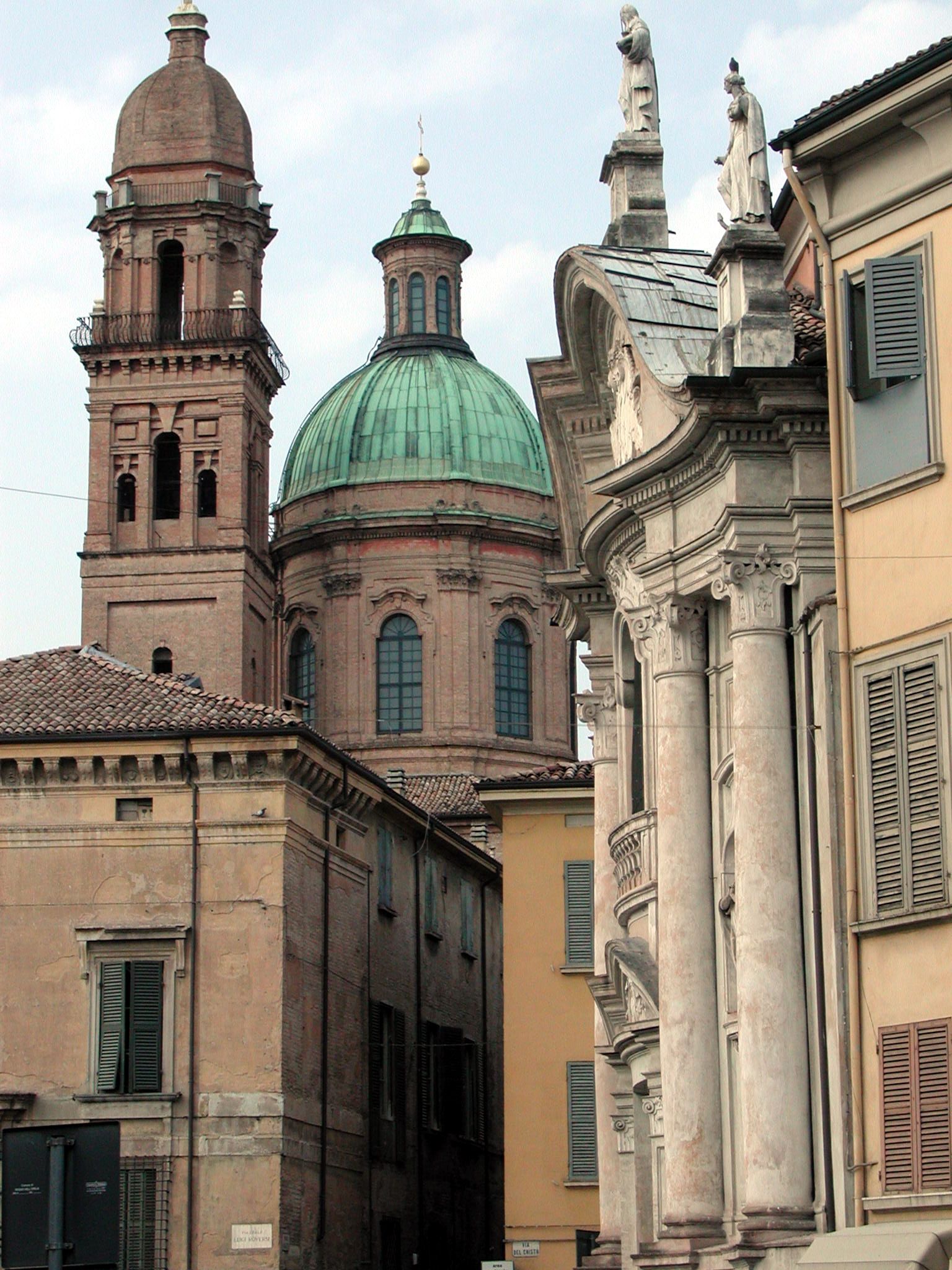
Iglesia de San Jorge

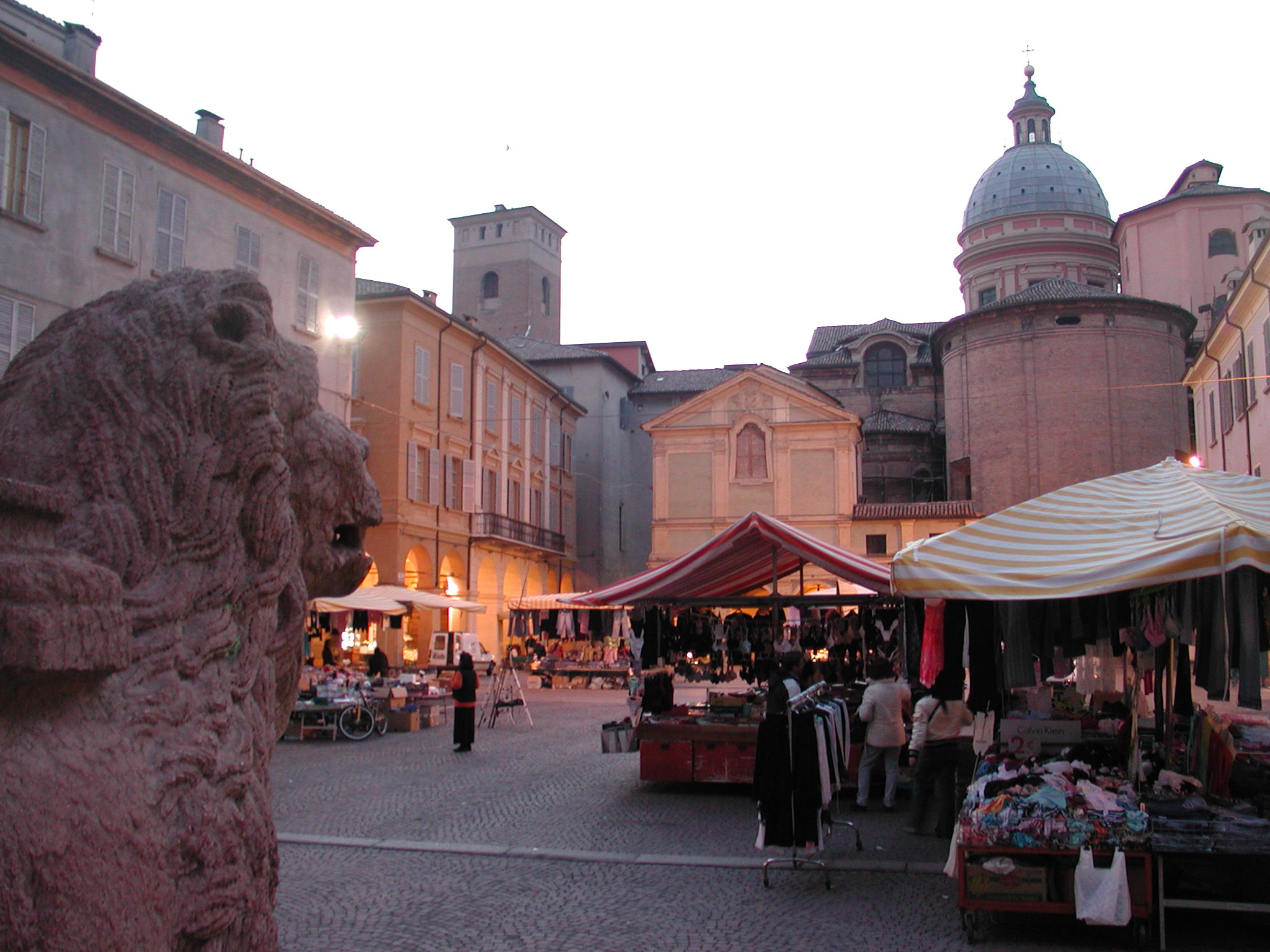
Plaza San Próspero con la Basílica al fondo

- La Basílica Barroca della Ghiara (1597), es la iglesia más importante de la ciudad.
- La Basílica de San Próspero. Construida en el siglo XX y dedicada a Próspero de Reggio, obispo de la ciudad, fue reconstruida por Luca Corti y Matteo Fiorentini entre 1514 y 1523. La fachada, con once estatuas de santos y patrones, fue rediseñada por Giovan Battista Cattani en la mitad del siglo XVIII. Incluye un campanario / torre, iniciado en 1535 y nunca terminado, con una planta octogonal. El interior de la iglesia tiene una planta de cruz latina, con tres naves. El ábside alberga el fresco del Juicio Final  del artista de Bolonia Camillo Procaccini. También hay que destacar el coro de madera de 1546 y el retablo la Asunción de Tommaso Laureti y Ludovico Carracci (1602).
- La Catedral (Duomo) (del siglo IX al XII). Fue reconstruida en la segunda mitad del siglo XVI. Consta de tres naves con obras de Guercino, Palma el Joven, Prospero Spani y Alessandro Tiarini.
- Baptisterio de San Juan el Bautista
- La iglesia de San Agustín (San Agostino). Una vez dedicada a San Apolinar, su dedicación fue modificada en 1268 cuando fue reconstruida, junto con el convento anexo, por los frailes agustinos. Fue restaurada en 1452, cuando la torre también fue erigida.
- La iglesia de San Francisco (San Francesco)
- La iglesia de San Jorge (San Giorgio)
- La iglesia de San Giovannino (dedicada a San Juan el Evangelista) (c. 1200). Alberga pinturas barrocas de Sisto Badalocchio, Lorenzo Franchi, Tommaso Sandrini, Paolo Guidotti y Tiarini.
- La iglesia de San Pedro (San Pietro), obra de Giulio della Torre y construida entre 1625-1629. Una torre campanario se añadió en 1765 y una fachada añadida en 1782, mientras que el claustro fue construido en el siglo XVI. El interior tiene  forma de cruz latina con una sola nave que alberga notables pinturas barrocas de Tiarini, Pietro Desani, Luca da Reggio, Camillo Gavasetti y Paolo Emilio Besenzi.
- La iglesia barroca de San Felipe.
- La iglesia de San Esteban, del siglo XI, encontrándose dicho lugar extramuros ciudad, como una iglesia de los Templarios.

## Deportes
AC Reggiana 1919 es el club de fútbol de la ciudad. Se desempeña en la Serie B, la segunda categoría del fútbol italiano. Disputa sus encuentros de local en el Estadio Città del Tricolore.

## Hermanamientos
Reggio Emilia está hermanada con:
- Bydgoszcz (Polonia)
- Chişinău (Moldavia)
- Cutro (Italia)
- Dijon (Francia)
- Fort Worth (Estados Unidos)[2]
- Gerona (España)
- Kragujevac (Serbia)[3]
- Toluca (México)
- Zadar (Croacia)
- Rio Branco (Brasil)